# Nagybudmér, Baranya
Nagybudmér (în germană Großbudmer) este un sat în districtul Bóly, județul Baranya, Ungaria, având o populație de 196 de locuitori (2011).

## Demografie
Componența etnică a satului Nagybudmér
     Maghiari (79,28%)
     Germani (17,12%)
     Romi (3,6%)
Componența confesională a satului Nagybudmér
     Romano-catolici (63,78%)
     Fără religie (4,59%)
     Reformați (4,08%)
     Necunoscută (27,55%)
Conform recensământului din 2011, satul Nagybudmér avea 196 de locuitori. Din punct de vedere etnic, majoritatea locuitorilor (79,28%) erau maghiari, existând și minorități de germani (17,12%) și romi (3,6%).  Din punct de vedere confesional, majoritatea locuitorilor (63,78%) erau romano-catolici, existând și minorități de persoane fără religie (4,59%) și reformați (4,08%). Pentru 27,55% din locuitori nu este cunoscută apartenența confesională.